# Jeannine Baticle
Jeannine Baticle (1920 - 24 de diciembre de 2014), historiadora del arte y conservadora de museo francesa, fue subdirectora honoraria y conservadora jefe del departamento de Pinturas del Museo del Louvre, y especialista en pintura española. A lo largo de los años, Baticle adquirió un profundo conocimiento de España, sobre su historia y costumbres, lo que le permitió situar las obras de los pintores españoles en su contexto social y político.

## Carrera profesional
Baticle dedicó toda su carrera al Museo del Louvre y al Arte español. Después de completar los cursos en la Escuela del Louvre, comenzó a trabajar como asistente para el departamento de Pintura del Museo del Louvre en 1945. Defendió su tesis: Le dessin espagnol au XVIIème siècle: École de Madrid en 1947. Fue nombrada asistente titular en 1952 y conservadora en 1962. También fue directora del Museo Goya de Castres, entre 1980 y 1986.
Fue coautora de la Histoire de la peinture espagnole: Du XIIe au XIXe siècle con Paul Guinard en 1950, y luego organizó varias exposiciones tanto en Francia como en el extranjero. En 1963, colaboró con Michel Laclotte y Robert Mesuret para presentar los Trésors de la peinture espagnole dans les églises et musées de France, en el Museo de las Artes Decorativas de París. En 1970, fue comisaria de la exposición Goya, primero en el Mauritshuis de La Haya, y luego en el Museo de la Orangerie de París. Al año siguiente, organizó la exposición Eugenio Lucas et les satellites de Goya, primero en el Palais des Beaux-Arts de Lille y después en el mencionado Museo Goya. También organizó, en 1987 y en enero de 1988, las importantes exposiciones retrospectivas de Zurbarán en el Museo Metropolitano de Arte de Nueva York y en el Grand Palais de París, respectivamente.

## Algunas publicaciones
- Goya, de sangre y oro, colección «Aguilar Universal» (nº 8), serie Arte. Madrid: Ed. Aguilar, 1989, ISBN 84-03-60051-3
- Zurbarán, Museo Metropolitano de Arte, 1987, 2013
- Velázquez, el pintor hidalgo, colección «Biblioteca de bolsillo CLAVES» (nº 23), serie Pintura. Barcelona: Ed. B.S.A.,1999, ISBN 84 406 8925 X
- Goya,Barcelona: Ed. Crítica,1995, ISBN 84-7423-688-6